# Campeonato Europeu Júnior de Natação de 1978
O Campeonato Europeu Júnior de Natação de 1978 foi a 7ª edição do evento organizado pela Liga Europeia de Natação (LEN). A competição foi realizada entre os dias 27 e 30 de julho de 1978 em Florença na Itália. Foi realizado um total de 24 provas, sendo 20 de natação e quatro de saltos ornamentais. Teve como destaque a Alemanha Oriental com 8 medalhas de ouro.

## Participantes
- Natação: Nadadores que não tinham mais de 15 anos em 1978. Nascidos não antes de 1963.
- Saltos Ornamentais: Saltadores que não tinham mais de 16 anos em 1978. Nascidos não antes de 1962.

## Medalhistas

### Natação
Os resultados foram os seguintes. 
Masculino
| Evento          | Ouro                                 | Ouro     | Prata                                | Prata    | Bronze                              | Bronze   |
| 100 m Livre     | União Soviética · Igor Matsan        | 54.49    | Suécia · Per Johansson               | 54.53    | Alemanha Ocidental · Thomas Lebherz | 54.68    |
| 400 m Livre     | Itália · Federico Silvestri          | 4:05.75  | Bulgária · Petar Kochanov            | 4:06.48  | União Soviética · Eduard Petrov     | 4:06.66  |
| 1500 m Livre    | Itália · Federico Silvestri          | 16:02.63 | União Soviética · Eduard Petrov      | 16:03.29 | União Soviética · Sergei Kalshnikov | 16:04.00 |
| 100 m Costas    | Hungria · Sándor Wladár              | 1:00.51  | Alemanha Ocidental · Thomas Lebherz  | 1:01.34  | Reino Unido · Julian Bott           | 1:01.62  |
| 200 m Costas    | Hungria · Sándor Wladár              | 2:07.56  | Hungria · Gábor Molnár               | 2:11.22  | França · Frédéric Delcourt          | 2:12.99  |
| 100 m Peito     | Alemanha Ocidental · Rolf Beab       | 1:08.53  | União Soviética · Aleksei Komovatov  | 1:08.58  | Itália · Carlo Travaini             | 1:09.31  |
| 200 m Peito     | União Soviética · Aleksei Komovatov  | 2:28.84  | União Soviética · Aleksei Kaznacheev | 2:30.20  | Alemanha Ocidental · Lars Bartz     | 2:31.02  |
| 100 m Borboleta | Alemanha Ocidental · Andreas Behrend | 57.45    | Itália · Fabrizio Rampazzo           | 58.89    | Itália · Giovanni Franceschi        | 59.55    |
| 200 m Borboleta | Itália · Fabrizio Rampazzo           | 2:08.09  | Polónia · Adam Rzeczkowski           | 2:10.36  | Alemanha Ocidental · Jürgen Paschke | 2:10.53  |
| 200 m Medley    | Itália · Giovanni Franceschi         | 2:12.56  | Alemanha Ocidental · Thomas Lebherz  | 2:13.28  | Hungria · Sándor Wladár             | 2:15.08  |

Feminino
| Evento          | Ouro                                 | Ouro    | Prata                                 | Prata   | Bronze                             | Bronze  |
| 100 m Livre     | Alemanha Oriental · Birgit Walde     | 57.53   | Alemanha Ocidental · Susanne Schuster | 59.04   | Alemanha Oriental · Janet Bartz    | 59.18   |
| 400 m Livre     | Alemanha Oriental · Anett Neumann    | 4:20.58 | Alemanha Ocidental · Susanne Schuster | 4:22.82 | Bélgica · Pascale Verbauwen        | 4:24.27 |
| 800 m Livre     | Itália · Roberta Felotti             | 8:52.02 | Alemanha Oriental · Jane Donath       | 8:52.67 | Alemanha Oriental · Martina Ocik   | 9:00.64 |
| 100 m Costas    | Alemanha Oriental · Cornelia Polit   | 1:04.16 | Hungria · Agnes Fodor                 | 1:04.63 | Alemanha Oriental · Birgit Matz    | 1:05.82 |
| 200 m Costas    | Alemanha Oriental · Cornelia Polit   | 2:16.58 | Hungria · Agnes Fodor                 | 2:18.54 | União Soviética · Irina Oliuk      | 2:21.57 |
| 100 m Peito     | França · Catherine Poirot            | 1:14.03 | União Soviética · Svetlana Varganova  | 1:14.46 | Alemanha Ocidental · Martina Thran | 1:15.08 |
| 200 m Peito     | União Soviética · Svetlana Varganova | 2:38.96 | Alemanha Ocidental · Martina Thran    | 2:40.40 | França · Catherine Poirot          | 2:40.87 |
| 100 m Borboleta | Itália · Cinzia Savi Scarponi        | 1:02.00 | Alemanha Oriental · Martina Ocik      | 1:04.19 | Alemanha Oriental · Anett Neumann  | 1:05.03 |
| 200 m Borboleta | Alemanha Oriental · Martina Ocik     | 2:16.73 | Itália · Cristina Quintarelli         | 2:17.32 | Alemanha Oriental · Cornelia Polit | 2:19.30 |
| 200 m Medley    | Alemanha Oriental · Birgit Walde     | 2:22.66 | Itália · Cinzia Savi Scarponi         | 2:24.77 | Alemanha Oriental · Anett Neumann  | 2:25.46 |

### Saltos ornamentais
Masculino
| Evento                     | Ouro                               | Ouro   | Prata                                  | Prata  | Bronze                           | Bronze |
| Trampolim 3 m individual   | Alemanha Oriental · P Gildemeister | 412.26 | Itália · Piero Italiani                | 411.27 | Alemanha Oriental · A Stein      | 396.00 |
| Plataforma 10 m individual | Itália · Piero Italiani            | 392.52 | União Soviética · Sergei Shalibashvili | 383.13 | União Soviética · Oleg Abaschkin | 381.15 |

Feminino
| Evento                     | Ouro                              | Ouro   | Prata                             | Prata  | Bronze                             | Bronze |
| Trampolim 3 m individual   | Alemanha Oriental · Beate Rothe   | 394.02 | União Soviética · Jalina Piyanova | 368.34 | Alemanha Oriental · Martina Pröber | 353.67 |
| Plataforma 10 m individual | União Soviética · Tania Belyakova | 283.89 | Alemanha Oriental · Renee Stahn   | 272.52 | Alemanha Oriental · Gabe Franke    | 265.35 |

## Quadro de medalhas
| Ordem | País               | Medalha de ouro | Medalha de prata | Medalha de bronze | Total |
| ----- | ------------------ | --------------- | ---------------- | ----------------- | ----- |
| 1     | Alemanha Oriental  | 8               | 3                | 9                 | 20    |
| 2     | Itália             | 7               | 4                | 2                 | 13    |
| 3     | União Soviética    | 4               | 6                | 4                 | 14    |
| 4     | Alemanha Ocidental | 2               | 5                | 4                 | 11    |
| 5     | Hungria            | 2               | 3                | 1                 | 6     |
| 6     | França             | 1               | 0                | 2                 | 3     |
| 7     | Bulgária           | 0               | 1                | 0                 | 1     |
| 7     | Polónia            | 0               | 1                | 0                 | 1     |
| 7     | Suécia             | 0               | 1                | 0                 | 1     |
| 10    | Bélgica            | 0               | 0                | 1                 | 1     |
| 10    | Reino Unido        | 0               | 0                | 1                 | 1     |
| Total | Total              | 24              | 24               | 24                | 72    |

## Curiosidade
A competição também contou com a presença de Till Lindemann, futuro cantor do Rammstein, como atleta da Alemanha Oriental. Till fugiu do hotel para procurar uma sala de cinema ou revistas pornográficas e foi expulso da equipe por isso.
Legenda
| Recorde mundial       | Recorde mundial (World record)               |                       | Recorde africano                      | Recorde africano (African) |                                           | Q | Classificado por posição (Qualified) |
| Recorde do campeonato | Recorde do campeonato (Championship record)  | Recorde da América    | Recorde da América (Americas)         | q                          | Classificado por melhor tempo (Qualified) |   |                                      |
| Melhor marca do ano   | Melhor marca do ano (World leading)          | Recorde asiático      | Recorde asiático (Asian)              | DNS                        | Não largou (Did not start)                |   |                                      |
| Recorde nacional      | Recorde nacional (National record)           | Recorde europeu       | Recorde europeu (European)            | DNF                        | Não terminou (Did not finish)             |   |                                      |
| Recorde pessoal       | Recorde pessoal do atleta (Personal best)    | Recorde da Oceania    | Recorde da Oceania (Oceania)          | DSQ / DQ                   | Desclassificado (Disqualified)            |   |                                      |
| Recorde da temporada  | Recorde da temporada do atleta (Season best) | Recorde sul-americano | Recorde sul-americano (South America) | NM                         | Sem marca (No mark)                       |   |                                      |